# Anabasitte à gouttelettes
Premnornis guttuliger
Genre
Espèce
Synonymes
- Premnornis guttuliger (protonyme)

Statut de conservation UICN

 LC  : Préoccupation mineure
L'Anabasitte à gouttelettes (Premnornis guttuliger) est une espèce de passereau de la famille des Furnariidae, seule représentante du genre Premnornis..

## Répartition et habitat
Cet oiseau peuple la partie nord de la cordillère des Andes.
Il vit dans les forêts de montagne humides tropicales ou subtropicales.

## Sous-espèces
D'après Alan P. Peterson, il existe deux sous-espèces :
- Premnornis guttuliger guttuliger (P.L. Sclater, 1864) ;
- Premnornis guttuliger venezuelanus Phelps & W. H. Phelps Jr, 1956.